# グレイ伯爵
グレイ伯爵（グレー伯爵、英: Earl Grey）は、連合王国貴族の伯爵位。1806年にチャールズ・グレイ陸軍大将が叙位されたことに始まる。彼はそれに先立つ1801年にホーウィックのグレイ男爵に叙されており、伯爵叙位の際にホーウィック子爵にも叙されたのでグレイ伯爵にはこの二つの爵位（ともに連合王国貴族）が付属する。さらに1808年には2代伯チャールズが伯父から(ホーウィックの)準男爵（グレートブリテン準男爵位）を継承したため、以降はこの称号もグレイ伯爵位に付随する。伯位の法定推定相続人は儀礼称号としてホーウィック子爵と称する。
紅茶のアールグレイは、イギリスの首相も務めた2代伯チャールズに由来する。またカナディアン・フットボール・リーグのプレーオフ優勝チームに与えられるグレイ・カップは、カナダの総督であった4代伯アルバートが寄贈したものである。
グレイ伯爵家はかつてノーサンバーランドにあるホーウィック・ホールとファラドン・ホール（Fallodon Hall; ファロドン・ホール）を邸宅としたが、現在はどちらもグレイ伯爵家の手を離れている。

## 歴史

### グレイ伯に叙される前のグレイ家
グレイ家は、1319年からイングランド北部ノーサンバーランド州のホーウィックを領有するようになり、以降1963年の第5代グレイ伯爵チャールズ・グレイの死去まで同地を本拠とした。
初代グレイ伯チャールズ・グレイの12代前の先祖であるトマス・グレイ(1384–1415)は、サウサンプトンの陰謀事件で処刑され、弟ジョン・グレイ(1384–1421)が代わって領地を継承。ジョンは百年戦争に従軍し、1419年1月31日にノルマンディー貴族タンカーヴィル伯爵(Comte de Tancarville)に叙された。これがグレイ家が得た最初の貴族称号だったが、その孫の第3代タンカーヴィル伯爵リチャード・グレイ(1436-1466頃)は、薔薇戦争のラドフォード橋の戦いで第3代ヨーク公リチャード・プランタジネット側に付いたため、称号をはく奪された。
次にグレイ家で貴族称号を得たのは、初代グレイ伯の6代前の先祖エドワード・グレイ(-1632)の兄弟の子であるウィリアム・グレイ(-1674)である。彼は1619年6月15日にイングランド準男爵位の（チリナムの）準男爵（Baronet"of Chillingham"）に叙せられた後、ノーサンバーランド選挙区選出の庶民院議員を務め、1624年2月11日にイングランド貴族爵位ノーサンバランド州におけるウェークのグレイ男爵(Baron Grey of Warke, of Warke in the County of Northumberland)に叙せられた。その孫であるウェークの第3代グレイ男爵フォード・グレイ(1655-1701)は、1695年6月11日にイングランド貴族爵位グレンデール子爵(Viscount Glendale)とタンカーヴィル伯爵(Earl of Tankerville)に叙されたが、男子がなかったためこれらの爵位は彼一代で廃絶した。ウェークのグレイ男爵位もその弟ラルフ・グレイ(1661頃-1706)の死去をもって廃絶している。

### グレイ伯爵グレイ家
初代グレイ伯の父であるヘンリー・グレイ(1691-1749)は、1738年にノーサンバーランド州ハイ・シェリフを務め、1746年1月11日にはグレートブリテン準男爵位の（ノーサンバランド州におけるホーウィックの）準男爵(Baronet "of Howick in the County of Northumberland")に叙せられた。彼の死後、2代準男爵となったのは息子のサー・ヘンリー・グレイ(1722-1808)で、1754年から1768年までノーサンバーランド選出の庶民院議員となった。
2代準男爵の弟であったチャールズ・グレイは陸軍軍人で、七年戦争・アメリカ独立戦争・フランス革命戦争で戦い、1796年には陸軍大将に任じられた。彼は1801年6月23日に連合王国貴族爵位ノーサンバーランド州におけるホーウィックのホーウィックのグレイ男爵(Baron Grey of Howick, of Howick in the County of Northumberland)、続いて1806年4月11日にグレイ伯爵およびノーサンバーランド州におけるホーウィックのホーウィック子爵(Viscount Howick, of Howick in the County of Northumberland)に叙された。これがグレイ伯爵家の創設となった。

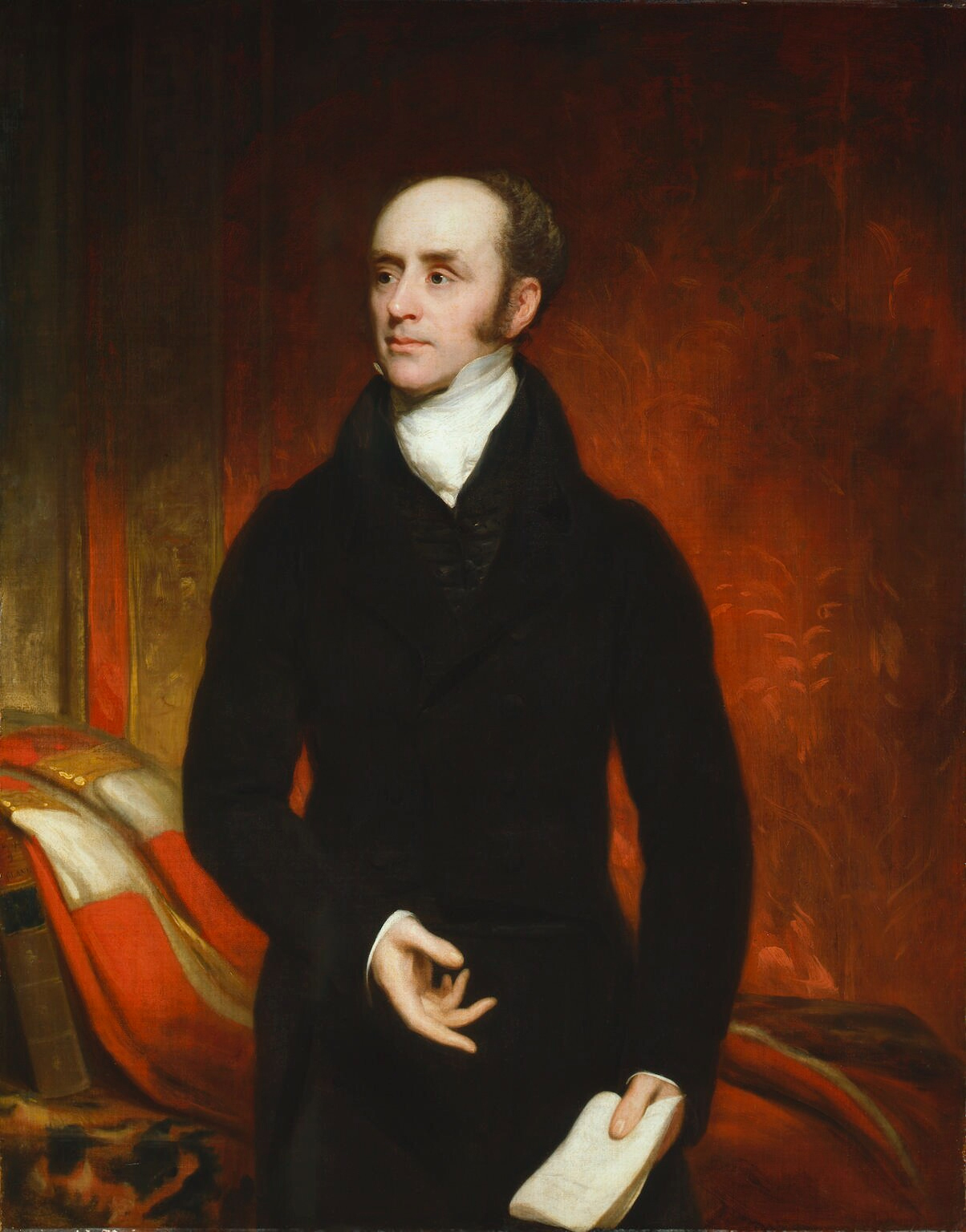
1830年から1834年にかけて首相を務めた第2代グレイ伯爵チャールズ・グレイ（トマス・フィリップス画）

2代伯となったのは初代伯の成人した最年長の息子のチャールズ・グレイ(1764-1845)である。父親から相続した爵位に加え、1808年3月30日には未婚だった伯父のサー・ヘンリーから準男爵位も相続した。またこの際にホーウィックを相続する代わりにファラドンに関する権利は放棄している。彼はホイッグ党の政治家で、1830年から1834年までのホイッグ党政権において首相を務め、第一次選挙法改正（腐敗選挙区の廃止や有権者の拡大）、救貧法改正（院外救済の廃止と救貧院における「劣等処遇の原則」の適用）、都市自治体改革（市政の中心を寡頭的な参事会から選挙で選出されるタウン・カウンシルへ移行）、工場法改正による児童労働の時間制限、植民地を含めた大英帝国全体における奴隷制廃止などの治績を挙げた。
初代伯の三男（2代伯の弟）のジョージ・グレイ(1767-1828)は、1814年に(ファラドンの)準男爵に叙されており、この分流の系譜からは1905年から1916年にかけて外相を務めたファラドンの初代グレイ子爵エドワード・グレイ(1862-1933)が出る。
2代伯が死去すると、その成人した最年長の息子であるヘンリー・グレイが襲爵した。彼もホイッグ党の政治家で、ジョン・ラッセル卿の第1次内閣に陸軍・植民地大臣として入閣した。
3代伯には子供がなかったため、弟サー・チャールズ・グレイ陸軍大将の息子であるアルバート・グレイが伯位を相続した。彼は自由党（後に自由統一党）所属の政治家で、はじめ庶民院議員となり、襲爵によって貴族院に移った。1896年から1898年まで南ローデシア行政官を、1904年から1911年までカナダの総督を務めた。総督在職中の1907年には日本の皇族である伏見宮貞愛親王のカナダ訪問を手配した。またカナディアン・フットボール・リーグのプレーオフ優勝チームに与えられるグレイ・カップは彼が寄贈したものである
5代伯となったのは4代伯の長男のチャールズ・グレイ(1879-1963)である。5代伯には男子がなかったため、1963年に彼が死去した時、ホーウィック・ホールの所有権は彼の娘メアリー・セシル・グレイ(Mary Cecil Grey, 1907-2002)に移ったが（2019年現在は彼女の息子であるグレンデールの第2代ホーウィック男爵チャールズ・ベアリングとその妻が所有）、男系男子に限定されるグレイ伯爵位は3代伯やサー・チャールズ陸軍大将の弟のジョージ・グレイ海軍大将(1809-1891)の玄孫であるリチャード・グレイ(1939-2013)が相続した。6代伯にも男子がなかったため、爵位は弟のフィリップ・グレイ(1940-)が相続した。2019年現在のグレイ伯爵も彼である。
現在のグレイ伯爵はデヴォン・キングスブリッジのベル・クロス・ロード(Belle Cross Road)にあるヴァレリー・コテージ(Valley Cottage)に在住している。

## 現当主の保有爵位
現当主フィリップ・グレイは以下の爵位を保有している。
- 第7代グレイ伯爵 (7th Earl Grey)
(1806年4月11日の勅許状による連合王国貴族爵位)
- ノーサンバーランド州におけるホーウィックの第7代ホーウィック子爵 (7th Viscount Howick, of Howick in the County of Northumberland)
(1806年4月11日の勅許状による連合王国貴族爵位) ※法定推定相続人の儀礼称号
- ノーサンバーランド州におけるホーウィックのホーウィックの第7代グレイ男爵 (7th Baron Grey of Howick, of Howick in the County of Northumberland)
(1801年6月23日の勅許状による連合王国貴族爵位)
- （ノーサンバーランド州におけるホーウィックの）第8代準男爵 (8th Baronet "of Howick in the County of Northumberland")
(1746年1月11日の勅許状によるグレートブリテン準男爵位)

## 歴代当主

### （ホーウィックのグレイ）準男爵（1746年）
| 肖像                                                                   | 称号の代数 名前 （生没年）                                          | 受爵期間                     | 続柄                              | 役職                                    | 他の称号                                             |
| ---------------------------------------------------------------------- | ------------------------------------------------------------------- | ---------------------------- | --------------------------------- | --------------------------------------- | ---------------------------------------------------- |
|                                                                        | 初代準男爵 サー・ヘンリー・グレイ (Sir Henry Grey) (1691年–1749年)  | 1746年1月11日 –1749年5月頃   |                                   |                                         | 無し                                                 |
|                                                                        | 第2代準男爵 サー・ヘンリー・グレイ (Sir Henry Grey) (1722年–1808年) | 1749年5月頃 –1808年3月30日   | 先代の息子                        |                                         | 無し                                                 |
|                                                                        | 第3代準男爵 サー・チャールズ・グレイ (Sir Charles Grey) (1764–1845) | 1808年3月30日 –1845年7月17日 | 先代の甥 (初代準男爵の四男の長男) | 首相(1830年-1834年) 外相(1806年-1807年) | グレイ伯爵 ホーウィック子爵 ホーウィックのグレイ男爵 |
| 以後の準男爵位はグレイ伯爵位と継承者が同じ。下記のグレイ伯爵の欄参照。 |                                                                     |                              |                                   |                                         |                                                      |

### ホーウィックのグレイ男爵 （1801年）
| 肖像                                                                                            | 称号の代数 名前 （生没年）                                                     | 受爵期間                      | 続柄             | 役職     | 他の称号                    |
| ----------------------------------------------------------------------------------------------- | ------------------------------------------------------------------------------ | ----------------------------- | ---------------- | -------- | --------------------------- |
|                                                                                                 | ホーウィックの初代グレイ男爵 チャールズ・グレイ (Charles Grey) (1729年-1807年) | 1801年6月23日 -1807年11月14日 | 初代準男爵の四男 | 陸軍大将 | グレイ伯爵 ホーウィック子爵 |
| 1806年4月11日にグレイ伯爵に叙される。以降グレイ伯爵位と継承者が同じ。下記のグレイ伯爵の欄参照。 |                                                                                |                               |                  |          |                             |

### グレイ伯爵 （1806年）
| 肖像 | 称号の代数 名前 （生没年）                                                                                                 | 受爵期間                      | 続柄                                 | 役職                                    | 他の称号                                                         |
| ---- | --- | ----------------------------- | ------------------------------------ | --------------------------------------- | ---------------------------------------------------------------- |
|      | 初代グレイ伯爵 チャールズ・グレイ (Charles Grey) (1729年-1807年)                                                           | 1806年4月11日 -1807年11月14日 | 初代準男爵の四男                     | 陸軍大将                                | ホーウィック子爵 ホーウィックのグレイ男爵                        |
|      | 第2代グレイ伯爵 チャールズ・グレイ (Charles Grey) (1764年-1845年)                                                          | 1807年11月14日 -1845年7月17日 | 先代の長男                           | 首相(1830年-1834年) 外相(1806年-1807年) | ホーウィック子爵 ホーウィックのグレイ男爵 (ホーウィックの)準男爵 |
|      | 第3代グレイ伯爵 ヘンリー・ジョージ・グレイ (Henry George Grey) (1802年-1894年)                                             | 1845年7月17日 -1894年10月9日  | 先代の長男                           | 陸軍植民相(1846年-1852年)               | ホーウィック子爵 ホーウィックのグレイ男爵 (ホーウィックの)準男爵 |
|      | 第4代グレイ伯爵 アルバート・ヘンリー・ジョージ・グレイ (Albert Henry Georges Grey) (1851年-1917年)                         | 1894年10月9日 -1917年8月29日  | 先代の甥 (2代伯の次男の長男)         | カナダ総督(1904年-1911年)               | ホーウィック子爵 ホーウィックのグレイ男爵 (ホーウィックの)準男爵 |
|      | 第5代グレイ伯爵 チャールズ・ロバート・グレイ (Charles Robert Grey) (1879年-1963年)                                         | 1917年8月29日 -1963年4月2日   | 先代の長男                           |                                         | ホーウィック子爵 ホーウィックのグレイ男爵 (ホーウィックの)準男爵 |
|      | 第6代グレイ伯爵 リチャード・フレミング・ジョージ・チャールズ・グレイ (Richard Fleming George Charles Grey) (1939年-2013年) | 1963年4月2日 -2013年9月10日   | 先代のはとこの孫 (2代伯の四男の玄孫) |                                         | ホーウィック子爵 ホーウィックのグレイ男爵 (ホーウィックの)準男爵 |
|      | 第7代グレイ伯爵 フィリップ・ケント・グレイ (Philip Kent Grey) (1940年-)                                                    | 2013年9月10日 -受爵中         | 先代の弟                             |                                         | ホーウィック子爵 ホーウィックのグレイ男爵 (ホーウィックの)準男爵 |

現在、伯位の法定推定相続人は7代伯の長男のホーウィック子爵(儀礼称号)アレグザンダー・エドワード・グレイ（1968年 - ）である。

## 家系図
|                                                        |                                                        |                                                        |                                                        |                                                        |                                                        |  |  | 1746年(ホーウィックの)準男爵                                          |                                                                       |                                                                       |                                                                       |                                                                       |                                                                       |  |  |                                                                                |                                                      |                                                      |                                                      |                                                      |                                                      |  |  |  |  |  |  |  |  |  |  |  |  |  |  |  |  |
|                                                        |                                                        |                                                        |                                                        |                                                        |                                                        |  |  | 初代準男爵 ヘンリー・グレイ （1691-1749）                             |                                                                       |                                                                       |                                                                       |                                                                       |                                                                       |  |  |                                                                                |                                                      |                                                      |                                                      |                                                      |                                                      |  |  |  |  |  |  |  |  |  |  |  |  |  |  |  |  |
|                                                        |                                                        |                                                        |                                                        |                                                        |                                                        |  |  |                                                                       |                                                                       |                                                                       |                                                                       |                                                                       |                                                                       |  |  |                                                                                |                                                      |                                                      |                                                      |                                                      |                                                      |  |  |  |  |  |  |  |  |  |  |  |  |  |  |  |  |
|                                                        |                                                        |                                                        |                                                        |                                                        |                                                        |  |  |                                                                       |                                                                       |                                                                       |                                                                       |                                                                       |                                                                       |  |  |                                                                                |                                                      |                                                      |                                                      |                                                      |                                                      |  |  |  |  |  |  |  |  |  |  |  |  |  |  |  |  |
|                                                        |                                                        |                                                        |                                                        |                                                        |                                                        |  |  | 1806年グレイ伯爵                                                      |                                                                       |                                                                       |                                                                       |                                                                       |                                                                       |  |  |                                                                                |                                                      |                                                      |                                                      |                                                      |                                                      |  |  |  |  |  |  |  |  |  |  |  |  |  |  |  |  |
| 2代準男爵 サー・ヘンリー・グレイ （1722-1808）         | 2代準男爵 サー・ヘンリー・グレイ （1722-1808）         | 2代準男爵 サー・ヘンリー・グレイ （1722-1808）         | 2代準男爵 サー・ヘンリー・グレイ （1722-1808）         | 2代準男爵 サー・ヘンリー・グレイ （1722-1808）         | 2代準男爵 サー・ヘンリー・グレイ （1722-1808）         |  |  | 初代グレイ伯 チャールズ・グレイ （1729-1807）                         | 初代グレイ伯 チャールズ・グレイ （1729-1807）                         | 初代グレイ伯 チャールズ・グレイ （1729-1807）                         | 初代グレイ伯 チャールズ・グレイ （1729-1807）                         | 初代グレイ伯 チャールズ・グレイ （1729-1807）                         | 初代グレイ伯 チャールズ・グレイ （1729-1807）                         |  |  |                                                                                |                                                      |                                                      |                                                      |                                                      |                                                      |  |  |  |  |  |  |  |  |  |  |  |  |  |  |  |  |
| 2代準男爵 サー・ヘンリー・グレイ （1722-1808）         | 2代準男爵 サー・ヘンリー・グレイ （1722-1808）         | 2代準男爵 サー・ヘンリー・グレイ （1722-1808）         | 2代準男爵 サー・ヘンリー・グレイ （1722-1808）         | 2代準男爵 サー・ヘンリー・グレイ （1722-1808）         | 2代準男爵 サー・ヘンリー・グレイ （1722-1808）         |  |  | 初代グレイ伯 チャールズ・グレイ （1729-1807）                         | 初代グレイ伯 チャールズ・グレイ （1729-1807）                         | 初代グレイ伯 チャールズ・グレイ （1729-1807）                         | 初代グレイ伯 チャールズ・グレイ （1729-1807）                         | 初代グレイ伯 チャールズ・グレイ （1729-1807）                         | 初代グレイ伯 チャールズ・グレイ （1729-1807）                         |  |  |                                                                                |                                                      |                                                      |                                                      |                                                      |                                                      |  |  |  |  |  |  |  |  |  |  |  |  |  |  |  |  |
|                                                        |                                                        |                                                        |                                                        |                                                        |                                                        |  |  |                                                                       |                                                                       |                                                                       |                                                                       |                                                                       |                                                                       |  |  |                                                                                |                                                      |                                                      |                                                      |                                                      |                                                      |  |  |  |  |  |  |  |  |  |  |  |  |  |  |  |  |
|                                                        |                                                        |                                                        |                                                        |                                                        |                                                        |  |  |                                                                       |                                                                       |                                                                       |                                                                       |                                                                       |                                                                       |  |  |                                                                                |                                                      | 1814年(ファラドンの)準男爵                           |                                                      |                                                      |                                                      |  |  |  |  |  |  |  |  |  |  |  |  |  |  |  |  |
|                                                        |                                                        |                                                        |                                                        |                                                        |                                                        |  |  | 2代グレイ伯爵 3代準男爵 チャールズ・グレイ （1764-1845） （英国首相） | 2代グレイ伯爵 3代準男爵 チャールズ・グレイ （1764-1845） （英国首相） | 2代グレイ伯爵 3代準男爵 チャールズ・グレイ （1764-1845） （英国首相） | 2代グレイ伯爵 3代準男爵 チャールズ・グレイ （1764-1845） （英国首相） | 2代グレイ伯爵 3代準男爵 チャールズ・グレイ （1764-1845） （英国首相） | 2代グレイ伯爵 3代準男爵 チャールズ・グレイ （1764-1845） （英国首相） |  |  | 初代準男爵 ジョージ・グレイ （1767-1828）                                      | 初代準男爵 ジョージ・グレイ （1767-1828）            | 初代準男爵 ジョージ・グレイ （1767-1828）            | 初代準男爵 ジョージ・グレイ （1767-1828）            | 初代準男爵 ジョージ・グレイ （1767-1828）            | 初代準男爵 ジョージ・グレイ （1767-1828）            |  |  |  |  |  |  |  |  |  |  |  |  |  |  |  |  |
|                                                        |                                                        |                                                        |                                                        |                                                        |                                                        |  |  | 2代グレイ伯爵 3代準男爵 チャールズ・グレイ （1764-1845） （英国首相） | 2代グレイ伯爵 3代準男爵 チャールズ・グレイ （1764-1845） （英国首相） | 2代グレイ伯爵 3代準男爵 チャールズ・グレイ （1764-1845） （英国首相） | 2代グレイ伯爵 3代準男爵 チャールズ・グレイ （1764-1845） （英国首相） | 2代グレイ伯爵 3代準男爵 チャールズ・グレイ （1764-1845） （英国首相） | 2代グレイ伯爵 3代準男爵 チャールズ・グレイ （1764-1845） （英国首相） |  |  | 初代準男爵 ジョージ・グレイ （1767-1828）                                      | 初代準男爵 ジョージ・グレイ （1767-1828）            | 初代準男爵 ジョージ・グレイ （1767-1828）            | 初代準男爵 ジョージ・グレイ （1767-1828）            | 初代準男爵 ジョージ・グレイ （1767-1828）            | 初代準男爵 ジョージ・グレイ （1767-1828）            |  |  |  |  |  |  |  |  |  |  |  |  |  |  |  |  |
|                                                        |                                                        |                                                        |                                                        |                                                        |                                                        |  |  |                                                                       |                                                                       |                                                                       |                                                                       |                                                                       |                                                                       |  |  |                                                                                |                                                      | (ファラドンの)準男爵家へ                             |                                                      |                                                      |                                                      |  |  |  |  |  |  |  |  |  |  |  |  |  |  |  |  |
|                                                        |                                                        |                                                        |                                                        |                                                        |                                                        |  |  |                                                                       |                                                                       |                                                                       |                                                                       |                                                                       |                                                                       |  |  |                                                                                |                                                      |                                                      |                                                      |                                                      |                                                      |  |  |  |  |  |  |  |  |  |  |  |  |  |  |  |  |
|                                                        |                                                        |                                                        |                                                        |                                                        |                                                        |  |  |                                                                       |                                                                       |                                                                       |                                                                       |                                                                       |                                                                       |  |  |                                                                                |                                                      |                                                      |                                                      |                                                      |                                                      |  |  |  |  |  |  |  |  |  |  |  |  |  |  |  |  |
| 3代グレイ伯爵 4代準男爵 ヘンリー・グレイ （1802-1894） | 3代グレイ伯爵 4代準男爵 ヘンリー・グレイ （1802-1894） | 3代グレイ伯爵 4代準男爵 ヘンリー・グレイ （1802-1894） | 3代グレイ伯爵 4代準男爵 ヘンリー・グレイ （1802-1894） | 3代グレイ伯爵 4代準男爵 ヘンリー・グレイ （1802-1894） | 3代グレイ伯爵 4代準男爵 ヘンリー・グレイ （1802-1894） |  |  | チャールズ・グレイ （1804-1870）                                      | チャールズ・グレイ （1804-1870）                                      | チャールズ・グレイ （1804-1870）                                      | チャールズ・グレイ （1804-1870）                                      | チャールズ・グレイ （1804-1870）                                      | チャールズ・グレイ （1804-1870）                                      |  |  | ジョージ・グレイ （1809-1891）                                                 | ジョージ・グレイ （1809-1891）                       | ジョージ・グレイ （1809-1891）                       | ジョージ・グレイ （1809-1891）                       | ジョージ・グレイ （1809-1891）                       | ジョージ・グレイ （1809-1891）                       |  |  |  |  |  |  |  |  |  |  |  |  |  |  |  |  |
| 3代グレイ伯爵 4代準男爵 ヘンリー・グレイ （1802-1894） | 3代グレイ伯爵 4代準男爵 ヘンリー・グレイ （1802-1894） | 3代グレイ伯爵 4代準男爵 ヘンリー・グレイ （1802-1894） | 3代グレイ伯爵 4代準男爵 ヘンリー・グレイ （1802-1894） | 3代グレイ伯爵 4代準男爵 ヘンリー・グレイ （1802-1894） | 3代グレイ伯爵 4代準男爵 ヘンリー・グレイ （1802-1894） |  |  | チャールズ・グレイ （1804-1870）                                      | チャールズ・グレイ （1804-1870）                                      | チャールズ・グレイ （1804-1870）                                      | チャールズ・グレイ （1804-1870）                                      | チャールズ・グレイ （1804-1870）                                      | チャールズ・グレイ （1804-1870）                                      |  |  | ジョージ・グレイ （1809-1891）                                                 | ジョージ・グレイ （1809-1891）                       | ジョージ・グレイ （1809-1891）                       | ジョージ・グレイ （1809-1891）                       | ジョージ・グレイ （1809-1891）                       | ジョージ・グレイ （1809-1891）                       |  |  |  |  |  |  |  |  |  |  |  |  |  |  |  |  |
|                                                        |                                                        |                                                        |                                                        |                                                        |                                                        |  |  | 4代グレイ伯爵 5代準男爵 アルバート・グレイ （1851-1917）              | 4代グレイ伯爵 5代準男爵 アルバート・グレイ （1851-1917）              | 4代グレイ伯爵 5代準男爵 アルバート・グレイ （1851-1917）              | 4代グレイ伯爵 5代準男爵 アルバート・グレイ （1851-1917）              | 4代グレイ伯爵 5代準男爵 アルバート・グレイ （1851-1917）              | 4代グレイ伯爵 5代準男爵 アルバート・グレイ （1851-1917）              |  |  | フランシス・グレイ （1860-1939）                                               | フランシス・グレイ （1860-1939）                     | フランシス・グレイ （1860-1939）                     | フランシス・グレイ （1860-1939）                     | フランシス・グレイ （1860-1939）                     | フランシス・グレイ （1860-1939）                     |  |  |  |  |  |  |  |  |  |  |  |  |  |  |  |  |
|                                                        |                                                        |                                                        |                                                        |                                                        |                                                        |  |  | 4代グレイ伯爵 5代準男爵 アルバート・グレイ （1851-1917）              | 4代グレイ伯爵 5代準男爵 アルバート・グレイ （1851-1917）              | 4代グレイ伯爵 5代準男爵 アルバート・グレイ （1851-1917）              | 4代グレイ伯爵 5代準男爵 アルバート・グレイ （1851-1917）              | 4代グレイ伯爵 5代準男爵 アルバート・グレイ （1851-1917）              | 4代グレイ伯爵 5代準男爵 アルバート・グレイ （1851-1917）              |  |  | フランシス・グレイ （1860-1939）                                               | フランシス・グレイ （1860-1939）                     | フランシス・グレイ （1860-1939）                     | フランシス・グレイ （1860-1939）                     | フランシス・グレイ （1860-1939）                     | フランシス・グレイ （1860-1939）                     |  |  |  |  |  |  |  |  |  |  |  |  |  |  |  |  |
|                                                        |                                                        |                                                        |                                                        |                                                        |                                                        |  |  | 5代グレイ伯爵 6代準男爵 チャールズ・グレイ （1879-1963）              | 5代グレイ伯爵 6代準男爵 チャールズ・グレイ （1879-1963）              | 5代グレイ伯爵 6代準男爵 チャールズ・グレイ （1879-1963）              | 5代グレイ伯爵 6代準男爵 チャールズ・グレイ （1879-1963）              | 5代グレイ伯爵 6代準男爵 チャールズ・グレイ （1879-1963）              | 5代グレイ伯爵 6代準男爵 チャールズ・グレイ （1879-1963）              |  |  | ジョージ・グレイ （1886-1952）                                                 | ジョージ・グレイ （1886-1952）                       | ジョージ・グレイ （1886-1952）                       | ジョージ・グレイ （1886-1952）                       | ジョージ・グレイ （1886-1952）                       | ジョージ・グレイ （1886-1952）                       |  |  |  |  |  |  |  |  |  |  |  |  |  |  |  |  |
|                                                        |                                                        |                                                        |                                                        |                                                        |                                                        |  |  | 5代グレイ伯爵 6代準男爵 チャールズ・グレイ （1879-1963）              | 5代グレイ伯爵 6代準男爵 チャールズ・グレイ （1879-1963）              | 5代グレイ伯爵 6代準男爵 チャールズ・グレイ （1879-1963）              | 5代グレイ伯爵 6代準男爵 チャールズ・グレイ （1879-1963）              | 5代グレイ伯爵 6代準男爵 チャールズ・グレイ （1879-1963）              | 5代グレイ伯爵 6代準男爵 チャールズ・グレイ （1879-1963）              |  |  | ジョージ・グレイ （1886-1952）                                                 | ジョージ・グレイ （1886-1952）                       | ジョージ・グレイ （1886-1952）                       | ジョージ・グレイ （1886-1952）                       | ジョージ・グレイ （1886-1952）                       | ジョージ・グレイ （1886-1952）                       |  |  |  |  |  |  |  |  |  |  |  |  |  |  |  |  |
|                                                        |                                                        |                                                        |                                                        |                                                        |                                                        |  |  |                                                                       |                                                                       |                                                                       |                                                                       |                                                                       |                                                                       |  |  | アルバート・グレイ （1912-1942）                                               |                                                      |                                                      |                                                      |                                                      |                                                      |  |  |  |  |  |  |  |  |  |  |  |  |  |  |  |  |
|                                                        |                                                        |                                                        |                                                        |                                                        |                                                        |  |  |                                                                       |                                                                       |                                                                       |                                                                       |                                                                       |                                                                       |  |  |                                                                                |                                                      |                                                      |                                                      |                                                      |                                                      |  |  |  |  |  |  |  |  |  |  |  |  |  |  |  |  |
|                                                        |                                                        |                                                        |                                                        |                                                        |                                                        |  |  |                                                                       |                                                                       |                                                                       |                                                                       |                                                                       |                                                                       |  |  |                                                                                |                                                      |                                                      |                                                      |                                                      |                                                      |  |  |  |  |  |  |  |  |  |  |  |  |  |  |  |  |
|                                                        |                                                        |                                                        |                                                        |                                                        |                                                        |  |  | 6代グレイ伯爵 7代準男爵 リチャード・グレイ （1939-2013）              | 6代グレイ伯爵 7代準男爵 リチャード・グレイ （1939-2013）              | 6代グレイ伯爵 7代準男爵 リチャード・グレイ （1939-2013）              | 6代グレイ伯爵 7代準男爵 リチャード・グレイ （1939-2013）              | 6代グレイ伯爵 7代準男爵 リチャード・グレイ （1939-2013）              | 6代グレイ伯爵 7代準男爵 リチャード・グレイ （1939-2013）              |  |  | 7代グレイ伯爵 8代準男爵 フィリップ・グレイ （1940-）                           | 7代グレイ伯爵 8代準男爵 フィリップ・グレイ （1940-） | 7代グレイ伯爵 8代準男爵 フィリップ・グレイ （1940-） | 7代グレイ伯爵 8代準男爵 フィリップ・グレイ （1940-） | 7代グレイ伯爵 8代準男爵 フィリップ・グレイ （1940-） | 7代グレイ伯爵 8代準男爵 フィリップ・グレイ （1940-） |  |  |  |  |  |  |  |  |  |  |  |  |  |  |  |  |
|                                                        |                                                        |                                                        |                                                        |                                                        |                                                        |  |  | 6代グレイ伯爵 7代準男爵 リチャード・グレイ （1939-2013）              | 6代グレイ伯爵 7代準男爵 リチャード・グレイ （1939-2013）              | 6代グレイ伯爵 7代準男爵 リチャード・グレイ （1939-2013）              | 6代グレイ伯爵 7代準男爵 リチャード・グレイ （1939-2013）              | 6代グレイ伯爵 7代準男爵 リチャード・グレイ （1939-2013）              | 6代グレイ伯爵 7代準男爵 リチャード・グレイ （1939-2013）              |  |  | 7代グレイ伯爵 8代準男爵 フィリップ・グレイ （1940-）                           | 7代グレイ伯爵 8代準男爵 フィリップ・グレイ （1940-） | 7代グレイ伯爵 8代準男爵 フィリップ・グレイ （1940-） | 7代グレイ伯爵 8代準男爵 フィリップ・グレイ （1940-） | 7代グレイ伯爵 8代準男爵 フィリップ・グレイ （1940-） | 7代グレイ伯爵 8代準男爵 フィリップ・グレイ （1940-） |  |  |  |  |  |  |  |  |  |  |  |  |  |  |  |  |
|                                                        |                                                        |                                                        |                                                        |                                                        |                                                        |  |  |                                                                       |                                                                       |                                                                       |                                                                       |                                                                       |                                                                       |  |  | ホーウィック子爵(儀礼称号) アレグザンダー・グレイ （1968-） （法定推定相続人） |                                                      |                                                      |                                                      |                                                      |                                                      |  |  |  |  |  |  |  |  |  |  |  |  |  |  |  |  |